# Jean-Pierre Demailly

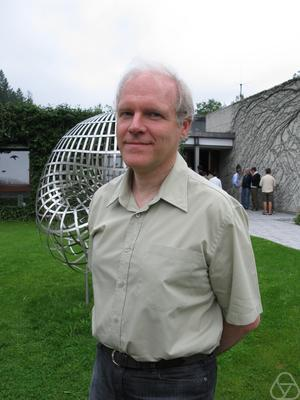
Demailly in Oberwolfach

Jean-Pierre Demailly (* 25. September 1957 in Péronne; † 17. März 2022 in Grenoble) war ein französischer Mathematiker, der sich mit algebraischer Geometrie und komplexer Analysis beschäftigte.

## Leben
Jean-Pierre Demailly besuchte die Schule in Péronne und Lille und studierte ab 1975 an der École normale supérieure in Paris. 1976 erhielt er dort seine Agrégation in Mathematik, 1977 an der Universität Paris VI das DEA, und 1978 sein Diplom (Thèse du troisieme cycle) mit einer Arbeit über Croissance des fonctions holomorphes sur un fibré à base de Stein et à fibre {\displaystyle C^{n}}, et sur une surface de Riemann bei Henri Skoda, der in Paris mit Pierre Lelong ein Seminar über Analysis leitete. Demailly promovierte 1982, ebenfalls bei Henri Skoda, zu dem Thema Sur différents aspects de la positivité en analyse complexe.
Ab 1979 war Demailly Forscher des CNRS. 1980/81 leistete er seinen Militärdienst als Mathematiklehrer bei der Marineakademie in Brest. Ab 1983 war er Professor an der Universität Grenoble, ab 1987 mit voller Professur, wo er seit 1991 am Institut Fourier lehrte und forschte.
Er war verheiratet und hat eine Tochter.

## Werk und Auszeichnungen
Demailly wandte moderne analytische Methoden in der algebraischen Geometrie an. Er bewies zum Beispiel holomorphe Morse-Ungleichungen und Verschwindungssätze und untersuchte spezielle Kählermannigfaltigkeiten. Mit Jawher El-Goul bewies er (wie gleichzeitig Michael McQuillan) eine Vermutung von Shoshichi Kobayashi über die Hyperbolizität von Hyperflächen genügend hohen Grades im dreidimensionalen projektiven Raum.
1994 war er Invited Speaker auf dem ICM in Zürich zum Thema {\displaystyle L^{2}} methods and effective results in algebraic geometry, und auf dem ICM 2006 in Madrid hielt er einen der Plenarvorträge über Kähler Manifolds and Transcendental Techniques in Algebraic Geometry.
1982 erhielt er die Bronzemedaille der CNRS und 1986 den Prix Peccot-Vimont des Collège de France. 1987 erhielt er den Prix Carrière der Französischen Akademie der Wissenschaften und 1994 deren Prix Mergier-Bourdeix. 1989 erhielt er den Mathematik-Preis von IBM, 1991 den Dannie Heineman Preis der Akademie der Wissenschaften zu Göttingen, deren korrespondierendes Mitglied er ist, 1994 den Prix Mergier-Bourdeix, 1996 den Humboldt-Preis und den Max-Planck-Forschungspreis. 2006 erhielt er den Simion Stoilow Preis der Rumänischen Akademie der Wissenschaften. Für 2021 wurde Demailly der Heinz-Hopf-Preis zugesprochen.
1994 wurde er korrespondierendes und 2007 ständiges Mitglied der Französischen Akademie der Wissenschaften. 2013 wurde er als ordentliches Mitglied in die Academia Europaea aufgenommen.

## Schriften
Neben Forschungsartikeln verfasste Demailly unter anderem folgende Lehrbücher:
- mit José Bertin, Luc Illusie, Chris Peters: Introduction to Hodge Theory. American Mathematical Society, 1996.
- Analyse numérique et équations différentielles. Presse Universitaire de Grenoble, 1991, 3. Auflage 2006.